# یانگستاون (آلاباما)
یانگستاون (به انگلیسی: Youngtown) یک منطقهٔ مسکونی در ایالات متحده آمریکا است که در آلاباما واقع شده‌است. یانگستاون ۲۰۵٫۱۳ متر بالاتر از سطح دریا واقع شده‌است.